# Підтягування

Підтягування

Підтягування — базова фізична вправа, що розвиває м'язи верхньої частини тіла: широкі м'язи спини, біцепси, плечові м'язи, грудні м'язи, верхню частину спини, передпліччя. Підтягування є однією з найрозповсюдженіших вправ. Нормативи з підтягувань здають школярі, студенти, військовослужбовці.

## Різновиди підтягувань
| Приклад                         | Різновиди підтягувань |
| ------------------------------- | --- |
| Звичайне підтягування           | Звичайні Хват на ширині плечей. Ноги рівні, ледь висунуті вперед. Руки підтягують догори щоб піднятися вище підборіддя та торкнутися перекладини верхньою частиною грудей. Тіло опускають вниз, у нижній точці повністю випрямляють руки.                            |
| Підтягування з додатковою вагою | З додатковою вагою Додаткова вага вішається на спеціальний пояс до якого чіпляється гиря або диск зі штанги або вдягають спеціальний жилет з кишенями, які наповнюють піском. Початківці можуть вдягати звичайний рюкзак з цеглиною або чимось іншим, що надає вагу. |
| Підтягування за голову          | Підтягування за голову При неправильній техніці можна завдати собі пошкодження. Різновид підтягувань вимагає високої рухливості плечових суглобів для уникнення травм.                                                                                               |
| Підтягування однією рукою       | На одній руці Підтягування за допомогою лише однієї руки. Вимагає високий рівень фізичної підготовки. |
| Вихід силою                     | Вихід силою — це підтягування, в якому замість зупинки при піднятті голови над турніком вище підборіддя, продовжується рух до повного розпрямляння рук та підняття тіла над поперечиною. Також, це одна з основних вправ воркауту.                                   |

## Підтягування для вікової групи вище 75 років

Підтягування літньої людини 78-років
Підтягування літньої людини 77-років
Підтягування літньої людини 79-років
Потяг вниз верхнього блоку людини 78-років
Тяга верхнього блоку літньою людиною

### Книга рекордів Гіннеса
- Найбільша кількість підтягувань за хвилину — 41 раз, Рональд Купер (Ronald Cooper Jr.) (США) 2 червня 2013 року [Архівовано 13 жовтня 2014 у Wayback Machine.]
- Найбільша кількість підтягувань за годину — 1,009 разів, Стефан Хайленд (Steffan Hyland) (Велика Британія) 1 серпня 2010 року [Архівовано 20 жовтня 2011 у Wayback Machine.]
- Найбільша кількість підтягувань за добу (24 години) — 7306 разів, Ендрю Шапіро (Andrew Shapiro) (США) 14 травня 2016 року [Архівовано 8 червня 2017 у Wayback Machine.]
- Підтягування з найбільшою додатковою вагою — 93.53 кг (206.2 фунти), Стівен Прото (Steven Proto) (США) 9 липня 2011 [Архівовано 13 жовтня 2014 у Wayback Machine.]
- Найбільша кількість підтягувань з додатковою вагою у 40 фунтів — 23 рази, Боббі Натолі (Bobby Natoli) (США) 22 Березня 2014 року